# Boros (Sohn des Penthilos)
Boros (altgriechisch Βῶρος Bṓros) war in der griechischen Mythologie ein König von Messenien und Nachfahre des Neleus. Laut Pausanias war er der Sohn des Penthilos, der ältere Hellanikos von Lesbos gibt die Reihenfolge jedoch umgekehrt. Demnach waren Boros und Lysidike die Eltern des Penthilos. Boros war der Vater des Andropompos, der ihm auf den Thron folgte.